# Amine Gouiri
Amine Ferid Gouiri (Bourgoin-Jallieu, 16 febbraio 2000) è un calciatore algerino con cittadinanza francese, attaccante dell'Olympique Marsiglia e della nazionale algerina.

## Caratteristiche tecniche
Attaccante dotato tecnicamente e con un grande senso del gol, è abile nel colpo di testa e nei movimenti nello stretto, nonostante la struttura fisica; per le sue caratteristiche è stato paragonato ad Alexandre Lacazette e Karim Benzema. Nel 2017 è stato inserito nella lista dei migliori sessanta calciatori nati nel 2000 stilata dal The Guardian.

## Carriera

### Club

#### Olympique Lione
Entrato nel settore giovanile dell'Olympique Lione a 13 anni, il 3 luglio 2017 ha firmato il primo contratto professionistico, valido fino al 2020. Ha esordito in prima squadra il 19 novembre, nella partita di campionato pareggiata 0-0 contro il Montpellier. Il 4 aprile 2018 prolunga con il club francese fino al 2021. Il 27 novembre 2019, alle ore 12, scende in campo nel match di Youth League contro lo Zenit San Pietroburgo perso per 3-1, mentre alle ore 18.55 dello stesso giorno subentra anche nel match di Champions League sempre contro i russi, questa volta perso per 2-0.

#### Nizza
Il 1º luglio 2020 viene ceduto al Nizza per 7 milioni di euro. Nel nuovo club trova molto spazio da titolare e viene valorizzato,alla prima stagione segna 4 goal in 5 partite di Europa League e in 34 partite di Ligue 1 segna 12 goal con 7 assist. La stagione successiva ripete ottimi numeri segnando 10 goal e servendo 9 assist in 38 presenze di Ligue 1.

#### Rennes
L'1 Settembre 2022 passa ufficialmente al Rennes per 28 milioni di euro,firmando un contratto valido fino al 30 Giugno 2027. Con il nuovo club si conferma un ottimo attaccante e migliora i suoi numeri in Ligue 1 segnando 15 goal in 33 partite alla prima stagione con la nuova maglia.

#### Olympique Marsiglia
Dopo un'altra stagione e mezzo nelle file dei bretoni, il 31 gennaio 2025 si trasferisce a titolo definitivo all'Olympique Marsiglia.

### Nazionale

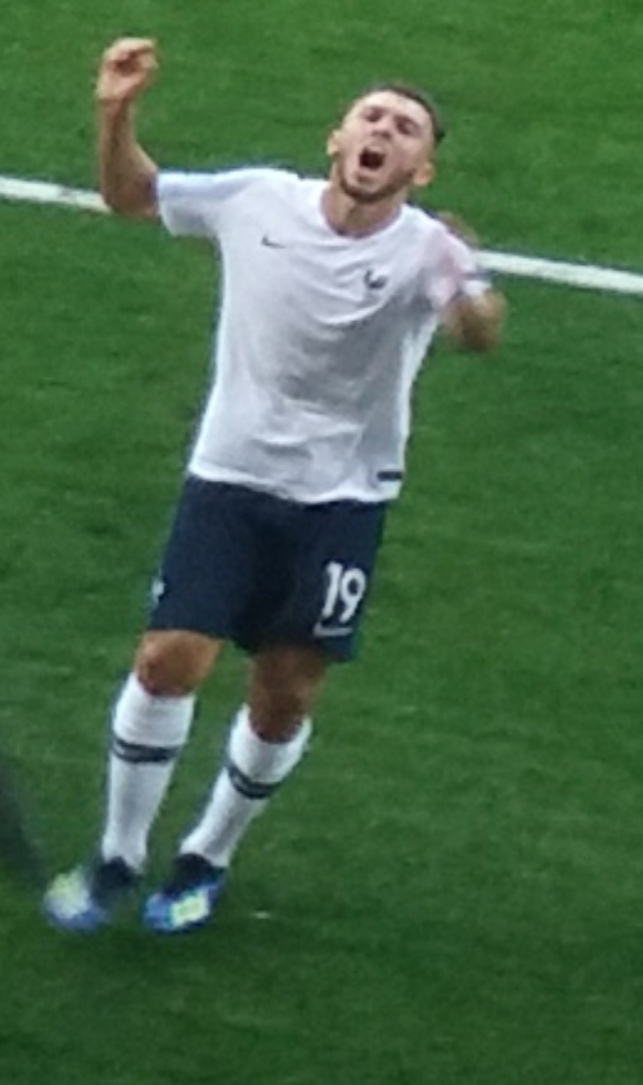
Amine Gouiri con la Nazionale Under-19 Francese

È stato il capocannoniere dell'Europeo under-17 del 2017, con otto reti segnate nella manifestazione.
Nel 2023 debutta con la nazionale algerina nazione dei suoi genitori

## Statistiche

### Presenze e reti nei club
Statistiche aggiornate all'8 dicembre 2024.
| Stagione               | Squadra                | Campionato             | Campionato | Campionato | Coppe nazionali | Coppe nazionali | Coppe nazionali | Coppe continentali | Coppe continentali | Coppe continentali | Altre coppe | Altre coppe | Altre coppe | Totale | Totale |
| Stagione               | Squadra                | Comp                   | Pres       | Reti       | Comp            | Pres            | Reti            | Comp               | Pres               | Reti               | Comp        | Pres        | Reti        | Pres   | Reti   |
| ---------------------- | ---------------------- | ---------------------- | ---------- | ---------- | --------------- | --------------- | --------------- | ------------------ | ------------------ | ------------------ | ----------- | ----------- | ----------- | ------ | ------ |
| 2017-2018              | Olympique Lione        | L1                     | 7          | 0          | CF+CdL          | 1+1             | 0               | UEL                | 1                  | 0                  | -           | -           | -           | 10     | 0      |
| 2018-2019              | Olympique Lione        | L1                     | 0          | 0          | CF+CdL          | 0               | 0               | UCL                | 0                  | 0                  | -           | -           | -           | 0      | 0      |
| 2019-2020              | Olympique Lione        | L1                     | 1          | 0          | CF+CdL          | 2+1             | 0               | UCL                | 1                  | 0                  | -           | -           | -           | 5      | 0      |
| Totale Olympique Lione | Totale Olympique Lione | Totale Olympique Lione | 8          | 0          |                 | 5               | 0               |                    | 2                  | 0                  |             | -           | -           | 15     | 0      |
| 2020-2021              | Nizza                  | L1                     | 34         | 12         | CF              | 2               | 0               | UEL                | 5                  | 4                  | -           | -           | -           | 41     | 16     |
| 2021-2022              | Nizza                  | L1                     | 38         | 10         | CF              | 5               | 2               | -                  | -                  | -                  | -           | -           | -           | 43     | 12     |
| Totale Nizza           | Totale Nizza           | Totale Nizza           | 72         | 22         |                 | 7               | 2               |                    | 5                  | 4                  |             | -           | -           | 84     | 28     |
| 2022-2023              | Rennes                 | L1                     | 33         | 15         | CF              | 2               | 0               | UEL+UECL           | 7+2                | 2+0                | -           | -           | -           | 44     | 17     |
| 2023-2024              | Rennes                 | L1                     | 31         | 7          | CF              | 3               | 2               | UEL                | 7                  | 2                  | -           | -           | -           | 41     | 11     |
| 2024-gen. 2025         | Rennes                 | L1                     | 19         | 3          | CF              | 1               | 0               | -                  | -                  | -                  | -           | -           | -           | 20     | 3      |
| Totale Rennes          | Totale Rennes          | Totale Rennes          | 83         | 25         |                 | 6               | 2               |                    | 16                 | 4                  |             | -           | -           | 105    | 31     |
| gen.-giu. 2025         | Olympique Marsiglia    | L1                     | 13         | 10         | CF              | 0               | 0               | -                  | -                  | -                  | -           | -           | -           | 13     | 10     |
| Totale carriera        | Totale carriera        | Totale carriera        | 176        | 57         |                 | 18              | 4               |                    | 23                 | 8                  |             | -           | -           | 217    | 69     |

### Cronologia presenze e reti in nazionale
| Cronologia completa delle presenze e delle reti in nazionale ― Algeria | Cronologia completa delle presenze e delle reti in nazionale ― Algeria | Cronologia completa delle presenze e delle reti in nazionale ― Algeria | Cronologia completa delle presenze e delle reti in nazionale ― Algeria | Cronologia completa delle presenze e delle reti in nazionale ― Algeria | Cronologia completa delle presenze e delle reti in nazionale ― Algeria | Cronologia completa delle presenze e delle reti in nazionale ― Algeria | Cronologia completa delle presenze e delle reti in nazionale ― Algeria |
| Data                                                                   | Città                                                                  | In casa                                                                | Risultato                                                              | Ospiti                                                                 | Competizione                                                           | Reti                                                                   | Note                                                                   |
| ---------------------------------------------------------------------- | ---------------------------------------------------------------------- | ---------------------------------------------------------------------- | ---------------------------------------------------------------------- | ---------------------------------------------------------------------- | ---------------------------------------------------------------------- | ---------------------------------------------------------------------- | ---------------------------------------------------------------------- |
| 12-10-2023                                                             | Constantine                                                            | Algeria                                                                | 5 – 1                                                                  | Capo Verde                                                             | Amichevole                                                             | -                                                                      | 67’                                                                    |
| 16-10-2023                                                             | Al Ain                                                                 | Egitto                                                                 | 1 – 1                                                                  | Algeria                                                                | Amichevole                                                             | -                                                                      | 68’                                                                    |
| 16-11-2023                                                             | Baraki                                                                 | Algeria                                                                | 3 – 1                                                                  | Somalia                                                                | Qual. Mondiali 2026                                                    | -                                                                      | 45’                                                                    |
| 19-11-2023                                                             | Maputo                                                                 | Mozambico                                                              | 0 – 2                                                                  | Algeria                                                                | Qual. Mondiali 2026                                                    | -                                                                      | 45’                                                                    |
| 22-3-2024                                                              | Baraki                                                                 | Algeria                                                                | 3 – 2                                                                  | Bolivia                                                                | FIFA World Series                                                      | 1                                                                      | 70’                                                                    |
| 6-6-2024                                                               | Baraki                                                                 | Algeria                                                                | 1 – 2                                                                  | Guinea                                                                 | Qual. Mondiali 2026                                                    | -                                                                      | 98’                                                                    |
| 5-9-2024                                                               | Orano                                                                  | Algeria                                                                | 2 – 0                                                                  | Guinea Equatoriale                                                     | Qual. Coppa d'Africa 2025                                              | 1                                                                      | 78’                                                                    |
| 10-9-2024                                                              | Monrovia                                                               | Liberia                                                                | 0 – 3                                                                  | Algeria                                                                | Qual. Coppa d'Africa 2025                                              | 1                                                                      | 87’                                                                    |
| 10-10-2024                                                             | Annaba                                                                 | Algeria                                                                | 5 – 1                                                                  | Togo                                                                   | Qual. Coppa d'Africa 2025                                              | 1                                                                      | 75’                                                                    |
| 14-10-2024                                                             | Lomé                                                                   | Togo                                                                   | 0 – 1                                                                  | Algeria                                                                | Qual. Coppa d'Africa 2025                                              | -                                                                      | 71’                                                                    |
| 14-11-2024                                                             | Malabo                                                                 | Guinea Equatoriale                                                     | 0 – 0                                                                  | Algeria                                                                | Qual. Coppa d'Africa 2025                                              | -                                                                      | 76’                                                                    |
| 17-11-2024                                                             | Tizi Ouzou                                                             | Algeria                                                                | 5 – 1                                                                  | Liberia                                                                | Qual. Coppa d'Africa 2025                                              | 1                                                                      | 84’                                                                    |
| 21-3-2025                                                              | Francistown                                                            | Botswana                                                               | 1 – 3                                                                  | Algeria                                                                | Qual. Mondiali 2026                                                    | 1                                                                      | 69’                                                                    |
| 25-3-2025                                                              | Tizi Ouzou                                                             | Algeria                                                                | 5 – 1                                                                  | Mozambico                                                              | Qual. Mondiali 2026                                                    | -                                                                      | 73’                                                                    |
| 10-6-2025                                                              | Solna                                                                  | Svezia                                                                 | 4 – 3                                                                  | Algeria                                                                | Amichevole                                                             | -                                                                      | 49’                                                                    |
| Totale                                                                 |                                                                        | Presenze                                                               | 15                                                                     |                                                                        | Reti                                                                   | 6                                                                      |                                                                        |